# Ban Thaen (huyện)
Ban Thaen (tiếng Thái: บ้านแท่น) là huyện (‘‘amphoe’’) cực đông bắc của tỉnh Chaiyaphum, đông bắc Thái Lan.

## Lịch sử
Tambon Sam Suan, Ban Tao and Ban Thaen đã được tách từ huyện Phu Khiao để lập tiểu huyện Ban Thaen (King Amphoe) ngày 16 tháng 6 năm 1965. Đơn vị này đã chính thức thành huyện ngày 25 tháng 2 năm 1969.

## Địa lý
Các huyện giáp ranh (từ tây nam theo chiều kim đồng hồ) là Kaeng Khro, Phu Khiao của tỉnh Chaiyaphum, Nong Ruea và Mancha Khiri của tỉnh Khon Kaen.

## Hành chính
Huyện này được chia thành 5 phó huyện (tambon), các đơn vị này lại được chia thành 66 làng (muban). Thị trấn (thesaban tambon) Ban Thaen nằm trên một phần của tambon Ban Thaen. Ngoài ra có 5 tổ chức hành chính tambon (TAO).
| 1. | Ban Thaen | บ้านแท่น |  |
| 2. | Sam Suan  | สามสวน |  |
| 3. | Sa Phang  | สระพัง  |  |
| 4. | Ban Tao   | บ้านเต่า |  |
| 5. | Nong Khu  | หนองคู  |  |